# Bão Tip (1979)
Bão Tip, được biết đến ở Philippines với tên gọi Bão Warling, là xoáy thuận nhiệt đới mạnh nhất và có kích thước lớn nhất từng được ghi nhận. Là cơn bão nhiệt đới thứ 19 và bão cuồng phong thứ 12 của Mùa bão Tây Bắc Thái Bình Dương 1979, Tip phát triển từ một nhiễu động nhiệt đới mà trước đó hình thành từ một rãnh gió mùa trong ngày 4 tháng 10 trên khu vực gần Pohnpei. Ban đầu, một cơn bão nhiệt đới tồn tại ở phía Tây Bắc đã cản trở sự phát triển và chuyển động của Tip, dù vậy, khi cơn bão này di chuyển xa hơn về phía Bắc, Tip đã có cơ hội để tăng cường. Vào ngày 12 tháng 10, sau khi vượt qua Guam, Tip mạnh lên nhanh chóng, đạt đến sức gió tối đa 305 km/giờ (190 dặm/giờ) cùng một áp suất tại mực nước biển thấp kỷ lục từng được ghi nhận trên toàn cầu là 870 mbar (870.0 hPa; 25,69 inHg). Tại thời điểm đạt đỉnh, Tip cũng đồng thời là xoáy thuận nhiệt đới có kích thước lớn nhất từng được ghi nhận với trường gió bao phủ một vùng có đường kính lên tới 2.220 km (1.380 dặm), tức có thể bao trùm cả 5 nước Đông Nam Á. Tip dần suy yếu khi tiếp tục di chuyển theo hướng Tây - Tây Bắc và sau này đã chuyển sang hướng Đông Bắc do chịu tác động của một rãnh thấp. Đến ngày 19 tháng 10, cơn bão đổ bộ vào miền Nam Nhật Bản và một thời gian sau nó đã chuyển đổi thành một xoáy thuận ngoại nhiệt đới.
Cơ quan Thời tiết Không quân Hoa Kỳ đã thực hiện 60 chuyến bay nhiệm vụ thám trắc vào bên trong cơn bão, khiến cho Tip trở thành một trong những xoáy thuận nhiệt đới từng được quan sát chặt chẽ nhất. Mưa từ cơn bão đã gián tiếp dẫn đến một trận hỏa hoạn làm chết 13 lính thủy và bị thương 68 người tại một trại huấn luyện Thủy quân Lục chiến Hoa Kỳ Camp Fuji ở tỉnh Shizuoka, Nhật Bản. Tại Nhật Bản, cơn bão gây lũ lụt trên diện rộng và khiến 42 người thiệt mạng; những vụ đắm tàu ngoài khơi cũng khiến 44 người chết hoặc mất tích.

## Lịch sử khí tượng
Vào tháng 10 năm 1979, ba hoàn lưu đã phát triển trong phạm vi một rãnh gió mùa trải dài từ Philippines đến quần đảo Marshall. Đến ngày 3 tháng 10, vùng nhiễu động ở phía Đông Nam Guam đã phát triển thành bão nhiệt đới Roger, và sau đó, trong cùng ngày, vùng nhiễu động nhiệt đới mà sau này trở thành bão Tip đã hình thành trên khu vực phía Nam Pohnpei. Dòng thổi mạnh vượt xích đạo đã được cuốn vào trong hoàn lưu gió của Roger, ban đầu ngăn cản những sự phát triển đáng kể của vùng nhiễu động tiền thân của Tip. Bất chấp mô hình trên không không thuận lợi, hệ thống dần tổ chức khi di chuyển về phía Tây. Do chịu tác động từ mô hình hoàn lưu rộng lớn của bão Roger, vùng nhiễu động di chuyển thất thường và chậm rãi thực hiện một vòng lặp trong quỹ đạo trên khu vực Đông Nam Chuuk. Vào cuối 4 tháng 10, một chiếc máy bay thám trắc bay vào bên trong hệ thống đã xác nhận sự hiện hữu của một hoàn lưu mực thấp kín, và đến sáng ngày 5 tháng 10 Trung tâm Cảnh báo Bão Liên hợp (JTWC) đã ban hành cảnh báo đầu tiên của họ về áp thấp nhiệt đới Twenty-Three (23W).

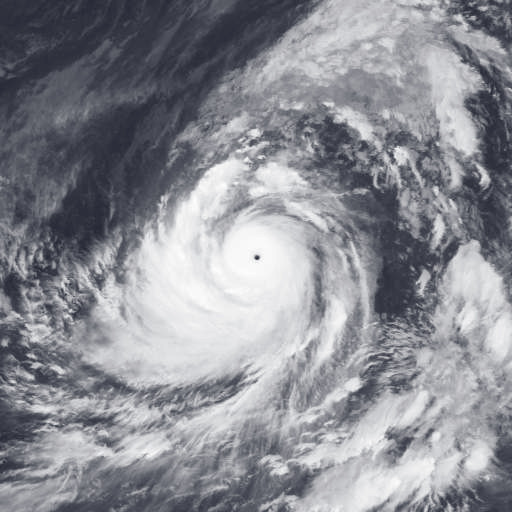
Bão Tip vào thời điểm mạnh nhất, ảnh chụp đêm đã được chỉnh sáng bởi NOAA

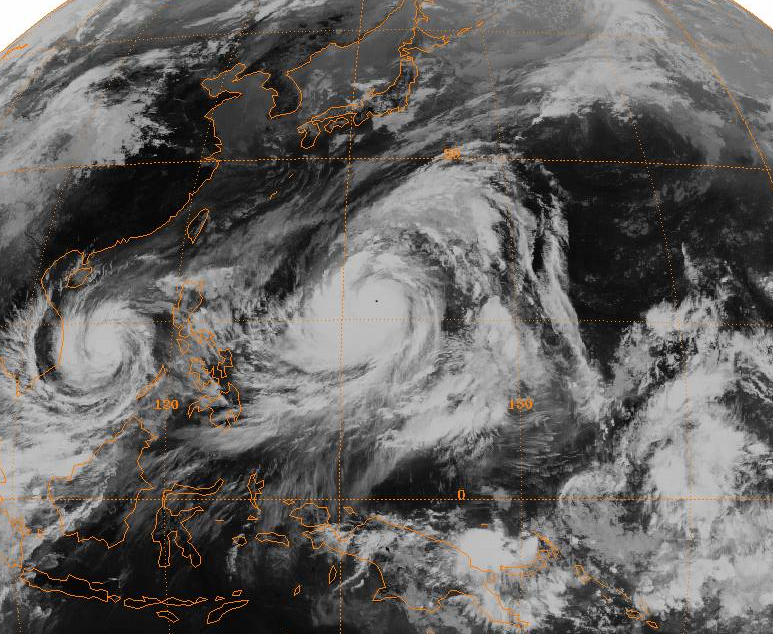
Ảnh vệ tinh bao quát của Tip khi nó ở gần trạng thái mạnh nhất và ở phía Tây, bão Sarah đang tiến gần Việt Nam

Trong quãng thời gian thực hiện một vòng lặp trên khu vực gần Chuuk, áp thấp nhiệt đới đã mạnh lên thành bão nhiệt đới Tip, dù vậy nó đã không thể tổ chức hơn được một cách đáng kể do chịu sự ảnh hưởng từ bão nhiệt đới Roger. Sau khi trôi dạt thất thường trong vài ngày, đến ngày 8 tháng 10, Tip bắt đầu di chuyển ổn định theo hướng Tây Bắc. Vào thời điểm đó, bão nhiệt đới Roger đã trở thành xoáy thuận ngoại nhiệt đới, dẫn đến dòng thổi ra ở phía Nam của nó bị cuốn vào trong Tip. Lúc này, một rãnh trên tầng đối lưu di chuyển đến phía Bắc Guam đã cung cấp một kênh dòng thổi ra hoàn hảo ở phía Bắc Tip. Ban đầu, cơn bão được dự báo sẽ tiếp tục di chuyển theo hướng Tây Bắc và đổ bộ vào Guam, dù vậy đến sáng ngày mùng 9 nó đã chuyển hướng Tây, đi qua khu vực cách hòn đảo khoảng 45 km (28 dặm) về phía Nam. Cuối ngày hôm đó, Tip mạnh lên thành một cơn bão cuồng phong.
Nhờ điều kiện rất thuận lợi, Tip tăng cường nhanh chóng trên vùng biển rộng lớn ngoài khơi khu vực Tây Bắc Thái Bình Dương. Vào cuối ngày 10 tháng 10, cơn bão đã đạt đến sức gió tương đương với bão cấp 4 trong thang bão Saffir-Simpson, trước khi trở thành một siêu bão trong ngày hôm sau. Áp suất trung tâm đã giảm 92 mbar (92,0 hPa; 2,72 inHg) từ ngày 9 đến ngày 11; và trong quãng thời gian đó mô hình hoàn lưu của Tip đã mở rộng ra một vùng rộng lớn có đường kính kỷ lục 2.220 km (1380 dặm). Sau đó, cơn bão đã tiếp tục tăng cường, và đến sáng ngày 12 tháng 10 máy bay thám trắc đã ghi nhận một áp suất thấp kỷ lục trên toàn cầu là 870 mbar (870,0 hPa; 25,69 inHg), cùng với sức gió 305 km/giờ (190 dặm/giờ), khi đó vị trí của Tip nằm cách Guam khoảng 840 km (520 dặm) về phía Tây - Tây Bắc. Cơ quan Khí tượng Nhật Bản trong dữ liệu theo dõi chuẩn xác nhất của mình đã niêm yết sức duy trì 10 phút tối đa của Tip lúc đạt đỉnh là 260 km/giờ (160 dặm/giờ). Tại thời điểm mạnh nhất, mắt của cơn bão có bề rộng 15 km. Đến chiều ngày 13 tháng 10, Tip vượt qua kinh tuyến 135° Đông, điều kiện thúc đẩy Cục quản lý Thiên văn, Địa vật lý và Khí quyển Philippines (PAGASA) ban hành những cảnh báo về cơn bão, và nó đã được tổ chức này chỉ định cho một cái tên địa phương là Warling.
Sau khi đạt đỉnh, Tip suy yếu với sức gió giảm xuống còn 230 km/giờ (145 dặm/giờ) và cường độ đó được duy trì trong vài ngày tiếp theo khi nó di chuyển theo hướng Tây - Tây Bắc. Đến thời điểm 5 ngày sau khi đạt cường độ tối đa, bán kính trung bình của vùng gió có vận tốc hơn 55 km/giờ (34 dặm/giờ) đã trải rộng hơn 1.100 km (684 dặm). Vào ngày 17 tháng 10, Tip bắt đầu suy yếu dần và giảm kích thước. Ngày hôm sau, cơn bão vòng lại hướng Đông Bắc dưới sự ảnh hưởng của một rãnh tầng trung. Sau khi vượt qua khu vực cách Okinawa khoảng 65 km (40 dặm) về phía Đông, Tip tăng tốc độ di chuyển lên tới 75 km/giờ (47 dặm/giờ). Vào ngày 19 tháng 10, cơn bão đổ bộ lên đảo Honshū của Nhật Bản với sức gió khi đó vào khoảng 130 km/giờ (81 dặm/giờ). Sau đó, Tip tiếp tục tăng tốc về phía Đông Bắc, di chuyển qua hòn đảo và trở thành một xoáy thuận ngoại nhiệt đới trên khu vực Bắc Honshū, một vài giờ sau khi đi vào đất liền. Xoáy thuận ngoại nhiệt đới, tàn dư của Tip tiến về phía Đông Bắc và suy yếu dần, vượt đường đổi ngày quốc tế trong ngày 22 tháng 10. Hệ thống được quan sát lần cuối trên khu vực gần quần đảo Aleutian, gần Alaska.

## Tác động
| Bão | Mùa bão | Áp suất | Áp suất |
| Bão | Mùa bão | hPa     | inHg    |
| --- | ------- | ------- | ------- |
| Tip | 1979    | 870     | 25.7    |
| June | 1975    | 876     | 25.9    |
| Nora | 1973    | 877     | 25.9    |
| Ida | 1958    | 877     | 25.9    |
| Kit | 1966    | 880     | 26.0    |
| Rita | 1978    | 880     | 26.0    |
| Vanessa                                                                                                   | 1984    | 880     | 26.0    |
| Irma | 1971    | 884     | 26.1    |
| Nina | 1953    | 885     | 26.1    |
| Joan | 1959    | 885     | 26.1    |
| Forrest                                                                                                   | 1983    | 885     | 26.1    |
| Megi | 2010    | 885     | 26.1    |
| Nguồn: Những phân tích theo dõi bão chính xác nhất của JMA Thông tin cho khu vực Tây Bắc Thái Bình Dương. |         |         |         |

Trong giai đoạn hoạt động đầu, cơn bão đã gây mưa lớn khi nó di chuyển qua gần Guam, trong đó bao gồm tổng lượng mưa 23,1 cm (9,09 inch) tại Căn cứ Không quân Andersen. Những dải mây mưa phía ngoài hoàn lưu rộng lớn của Tip cũng tạo ra mưa với lượng trung bình tại những vùng núi trên đảo Luzon của Philippines.
Mưa lớn từ cơn bão đã phá vỡ một bức tường chắn lũ ở Camp Fuji, một cơ sở huấn luyện của Thủy quân Lục chiến Hoa Kỳ gần Yokosuka. Những lính thủy trong trại tránh trú bão bên trong những túp lều nằm dưới chân một ngọn đồi, nơi đặt một trang trại nhiên liệu. Lỗ thủng từ bức tường chắn lũ là nguyên nhân khiến các đường ống dẫn bị long ra làm giải phóng một lượng lớn nhiên liệu. Nhiên liệu chảy xuống đồi và bắt lửa từ một chiếc lò sưởi dùng để dưởi ấm trong những túp lều. Hậu quả dẫn tới hỏa hoạn làm chết 13 lính thủy, 68 người khác bị thương, và thiệt hại vật chất ở mức trung bình. Các doanh trại của cơ sở huấn luyện, cùng với 15 túp lều và một vài cấu trúc khác bị phá hủy. Sau này các doanh trại đã được xây dựng lại và một đài tưởng niệm được dựng lên dành cho những người thiệt mạng vì trận hỏa hoạn.
Trong quá trình vòng lại về hướng Đông Bắc, Tip đã di chuyển qua khu vực cách Okinawa khoảng 65 km (40 dặm) về phía Đông, đem đến những cơn gió duy trì đạt vận tốc 72 km/giờ (44 dặm/giờ), giật 112 km/giờ (69 dặm/giờ). Tốc độ gió duy trì tại Nhật Bản không được biết đến chính xác, dù vậy chúng được ước tính vào khoảng ngưỡng cường độ bão cuồng phong nhỏ. Trên khắp các khu vực mà cơn bão đi qua, thiệt hại nó gây ra cho ngành nông nghiệp và thủy sản lên đến hàng triệu USD. Có tám con tàu đã bị mắc cạn hoặc chìm đắm bởi Tip, khiến 44 người chết hoặc mất tích. Một con tàu chở hàng của Trung Quốc bị phá hỏng một nửa do bão, dù vậy 46 thủy thủ trên tàu đã được giải cứu. Tại Nhật Bản, mưa đã tạo ra hơn 600 trận lở đất khắp các vùng núi và làm ngập lụt hơn 22.000 ngôi nhà. Trên toàn đất nước này có tổng cộng 42 người chết, 71 người khác mất tích và 283 người bị thương. Các con đê bên sông bị vỡ ở hơn 70 chỗ, 27 cây cầu cùng 105 tuyến đê bao bị phá hủy. Đã có ít nhất 11.000 người mất nhà cửa. Cơn bão cũng đã phá hủy lúa, gạo và các loại cây trồng khác. Năm con tàu bị chìm ở những vùng biển động dữ dội ngoài khơi và các tòa nhà 50 tầng ở thủ đô Tokyo đã bị lung lay. Các tuyến giao thông vận tải bị gián đoạn; 200 chuyến tàu và 160 chuyến bay nội địa đã bị hủy bỏ. Tip được mô tả là cơn bão dữ dội nhất tấn công Nhật Bản trong vòng 13 năm.

## Kỷ lục và số liệu thống kê khí tượng

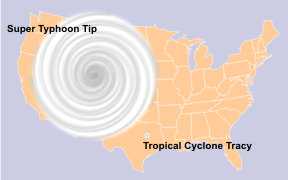
Hình ảnh mô tả sự so sánh về kích thước giữa bão Tip và bão Tracy (một trong những xoáy thuận nhiệt đới có kích thước nhỏ nhất từng được ghi nhận) và so sánh với diện tích lãnh thổ nước Mỹ.

Tip là xoáy thuận nhiệt đới có kích thước lớn nhất từng được ghi nhận, với một đường kính lên đến 2.220 km (1.380 dặm) - gần gấp đôi kỷ lục cũ trước đó là 1.130 km (700 dặm) được thiết lập bởi cơn Bão Marge vào tháng 8 năm 1951. Tại thời điểm đạt kích thước lớn nhất, Tip lớn gần bằng một nửa diện tích nước Mỹ. Nhiệt độ bên trong mắt của Tip tại thời điểm đạt đỉnh là 30 °C (86 °F) và được mô tả là đặc biệt cao. Với sức gió duy trì 10 phút 260 km/giờ (160 dặm/giờ), Tip là xoáy thuận mạnh nhất trong bản danh sách xoáy thuận nhiệt đới đầy đủ của Cơ quan Khí tượng Nhật Bản (JMA).
Tip cũng đồng thời là xoáy thuận nhiệt đới mạnh nhất từng được ghi nhận với mức áp suất 870 mbar (25,69 inHg), 6 mbar (0,18 inHg) thấp hơn kỷ lục cũ được thiết lập trước đó vào năm 1975 bởi cơn bão June. Kỷ lục này của Tip về mặt kỹ thuật là vẫn đứng vững, dù vậy với sự kết thúc của những chuyến bay thám trắc thường lệ trên khu vực Tây Bắc Thái Bình Dương từ tháng 8 năm 1987, các nhà nghiên cứu ngày nay đã đặt câu hỏi liệu Tip có còn duy trì được danh hiệu mạnh nhất. Sau một nghiên cứu chi tiết, ba nhà nghiên cứu đã xác định rằng hai cơn bão, Angela năm 1995 và Gay năm 1992, đã đều đạt tới chỉ số Dvorak cao hơn Tip, và vì thế họ kết luận rằng một trong hai hoặc cả hai đều có thể đạt cường độ mạnh hơn. Một vài cơn bão khác gần đây cũng được nhận định là có thể mạnh hơn Tip; một ví dụ, những ước tính về cường độ dựa vào nguồn gốc hình ảnh vệ tinh của bão Haiyan năm 2013 đã chỉ ra áp suất lõi của cơn bão này có thể thấp đến 858 mbar (25,34 inHg). Dù vậy, do thiếu những quan sát trực tiếp vào bên trong những cơn bão trên, dữ liệu là còn thiếu để có thể kết luận. Bất chấp cường độ và thiệt hại đã gây ra, cái tên Tip không bị khai tử sau mùa bão 1979 và nó đã được sử dụng lại trong các mùa bão 1983, 1986 và 1989.